# Dorion Sagan
Dorion Sagan (Madison, Wisconsin, 1959) és un autor, assagista, escriptor de ficció i filòsof nord-americà. Ha escrit i és coautor de llibres sobre cultura, evolució i història i filosofia de la ciència, incloent-hi  Aprenent còsmic, Trencant el codi genètic del envelliment i  Lynn Margulis: Vida i legat d'una científica rebel. El seu llibre  En el fred, coautor d'Eric D.Schneider, tracta sobre la relació entre termodinàmica no equilibrada i la seva vida.
Sagan és fill de l'astrònom Carl Sagan i la biòloga Lynn Margulis. Té quatre germans. El seu germà Nick Sagan és un escriptor de ciència-ficció.

## Premis i honors
- First place, Silent Mora Ring 122 International Brotherhood of Magicians - 1974
- EdPress Excellence in Educational Journalism Award, Nonprofit National - 1986
- Humana Scholarship - Centre College Danville, Kentucky (2003)
- Lindisfarne Fellowship - Lindisfarne (2008 –)
- Advisory Board - Sputnik Inc (2009 –)